# 6-メトキシメレイン
6-メトキシメレイン (6-Methoxymellein) は、ニンジンに含まれる天然のフェノール化合物（メレイン誘導体）である。ニンジンの苦味の原因物質の一つである。

## 生合成
S-アデノシルメチオニンと6-ヒドロキシメレインから6-ヒドロキシメレイン-O-メチルトランスフェラーゼにより、S-アデノシルホモシステインの二次生成物として生合成される。